# قطعنامه ۱۱۴۶ شورای امنیت
قطعنامه  ۱۱۴۶ شورای امنیت سازمان ملل متحد که در تاریخ ۲۳ دسامبر ۱۹۹۷ تصویب شد، سندی بین‌المللی دربارهٔ بررسی وضعیت در قبرس است. این قطعنامه طی نشست ۳۸۴۶ام با ۱۵ رای موافق، ۰ مخالف و ۰ ممتنع تصویب شد.